# Kevin B. MacDonald
Kevin B. MacDonald (* 24. Januar 1944 in Oshkosh, Wisconsin) ist ein US-amerikanischer Psychologe. Er ist emeritierter Professor an der California State University, Long Beach. Bekannt wurde er vor allem durch die These, dass das Judentum durch eine „gruppenevolutionäre Strategie“ geprägt sei. MacDonald vertritt die Auffassung, dass aschkenasische Juden eine Reihe von angeborenen Persönlichkeitsmerkmalen besitzen. Die Evolutionspsychologen John Tooby und Steven Pinker kritisieren MacDonalds Arbeit als unwissenschaftlich und werfen ihm Antisemitismus vor.

## Biografie
MacDonald ist Sohn eines Polizisten und einer Sekretärin. 1966 erwarb er in Wisconsin den B.A. und 1976 einen Master in Biologie an der University of Connecticut. In Verhaltensbiologie erlangte er dort 1981 einen Ph. D., sein Doktorvater war Benson E. Ginsburg. Seine Arbeit befasste sich mit der Verhaltensentwicklung bei Wölfen.
Als Post-Doktorand arbeitete er mit Ross Parke 1983 in der Psychologie-Abteilung der University of Illinois at Urbana-Champaign. Seine Forschungen befassten sich mit Eltern-Kind-Interaktionen beim Spielen. Seit 1983 ist er Mitarbeiter des Department of Psychology der California State University – Long Beach und hat seit 1995 dort eine Professur. MacDonald war 1995 bis 2001 Mitglied der Human Behavior and Evolution Society.
MacDonald trat als Zeuge für den Holocaustleugner David Irving in einer letztlich abgewiesenen Beleidigungsklage gegen die Historikerin Deborah Lipstadt und Penguin Books auf. MacDonald vertrat als Zeuge die Auffassung, dass Irvings Buch vom Verlag nicht wegen seiner wissenschaftlichen Mängel, sondern auf Druck „verschiedener jüdischer ethno-aktivistischer Organisationen“, „Zeitungskolumnisten“ und „Menschen wie Deborah Lipstadt“ abgelehnt worden sei.
MacDonald ist Herausgeber der als „antisemitisch“ kritisierten US-amerikanischen Onlinepublikation Occidental Observer.

## Judentum als kollektive evolutionäre Strategie
In den USA ist MacDonald bekannt für eine Trilogie, die Judentum und jüdische Kultur evolutionspsychologisch zu deuten versucht: A People That Shall Dwell Alone (1994, „Ein Volk, das unter sich bleiben soll“), Separation and Its Discontents (1998, „Abgrenzung und Unzufriedenheit“) und The Culture of Critique (1998, „Die Kultur der Kritik“). MacDonald vertritt die Auffassung, dass das Judentum die Evolutionsstrategie einer Gruppe sei, die es Juden ermöglicht, in bestimmten Bereichen Nicht-Juden als Konkurrenten um Ressourcen zu übertreffen. Mit dem Terminus jüdischer Ethnozentrismus meint er, dass die „Jewish race“ in Juden eine Reihe besonderer genetischer Fähigkeiten wie etwa überdurchschnittliche verbale Intelligenz sowie eine starke Tendenz zu kollektivem Verhalten befördere.

## Kritik
Der Biochemiker Jeff Schatz hat ihm vorgeworfen, sein Werk politisch zu missbrauchen. John Tooby, der Präsident der Human Behavior and Evolution Society und Professor für Anthropologie der University of California, Santa Barbara wirft MacDonald Antisemitismus vor und behauptet, dass MacDonalds Ideen im „radikalen Widerspruch zu nahezu jeder inhaltlichen Kernbehauptung der evolutionären Psychologie“ stünden. Der Psychologe Steven Pinker erklärt, dass MacDonalds Thesen absurde ad hominem-Attacken seien, die dem Stand der wissenschaftlichen Forschung klar widersprächen.

## Bücher und Monografien
- MacDonald, K. B.: Understanding Jewish Influence: A Study in Ethnic Activism, with an Introduction by Samuel Francis, (Occidental Quarterly November, 2004) ISBN 1-59368-017-1
- Burgess, R. L. & MacDonald, K. B. (Eds.): Evolutionary Perspectives on Human Development, 2nd ed., (Sage 2004) ISBN 0-7619-2790-5
- MacDonald, K. B.: The Culture of Critique: An Evolutionary Analysis of Jewish Involvement in Twentieth-Century Intellectual and Political Movements, (Praeger 1998) ISBN 0-275-96113-3 (Preface online)
- MacDonald, K. B.: Separation and Its Discontents Toward an Evolutionary Theory of Anti-Semitism, (Praeger 1998) ISBN 0-275-94870-6
- MacDonald, K. B.: A People That Shall Dwell Alone: Judaism As a Group Evolutionary Strategy, With Diaspora Peoples, (Praeger 1994) ISBN 0-595-22838-0
- MacDonald, K. B. (Ed.): Parent-child Play: Descriptions and Implications,. (State University of New York Press 1993)
- MacDonald, K. B. (Ed.): Sociobiological Perspectives on Human Development, (Springer-Verlag 1988)
- MacDonald, K. B.: Social and Personality Development: An Evolutionary Synthesis (Plenum 1988)

### MacDonalds Webseite
- Offizielle Webseite; siehe auch www.kevinmacdonald.net
  - Summaries and Reviews of MacDonald’s books zusammengestellt von Kevin MacDonald
  - New York Times article on MacDonald and Irving, and MacDonald and Evolutionary Psychology
  - Jewish Involvement in Shaping American Immigration Policy, 1881–1965: A Historical Review

### Kritiker
- Slate: „Evolutionary Psychology’s Anti-Semite.“
- Scholarship as an Exercise in Rhetorical Strategy: A Case Study of Kevin MacDonald’s Research Techniques

### Beleidigungsprozess
- MacDonalds Aussage in Irvings Beleidigungsprozess (englisch)